# Helwingia japonica
Lá dâng hoa Nhật, cây hoa trên lá hay hen vin Nhật (tên khoa học: Helwingia japonica) là một loài thực vật có hoa trong họ Helwingiaceae. Loài này được (Thunb.) F.Dietr. mô tả khoa học đầu tiên năm 1817.

## Mô tả
Cây gỗ nhỏ hoặc cây bụi, cao 1 – 2 m. Vỏ cây màu nâu sẫm hay đen ánh xám, nhẵn. Cành non màu xanh, không lông, nhẵn, với các vảy lá rõ nét. Cuống lá 1 – 5 cm. Lá kèm dạng chỉ, chia ở đỉnh. Lá mọc cách, hình trứng hay bầu dục - trứng, cỡ (3)8 - 13 x (1,5)5 – 9 cm, chóp lá thành mũi nhọn, gốc lá hình nêm hoặc gần tròn, mép có răng cưa nhỏ, gân bên 5 - 7 đôi, mép lá hơi cuộn xuống. Hoa đơn tính khác gốc. Hoa đực chụm thành xim 5 - 12 hoa, có (3)4(5) cánh hoa hình trứng, nhị (3)4(5), mọc xen kẽ với cánh hoa. Hoa cái có cuống, mọc đơn độc hay thành cụm 2 - 3 hoa ở trên gân chính của cành hình lá (diệp chi) hoặc ở gần gốc lá; bầu nhụy hạ, 3 ô; vòi ngắn với núm nhụy xẻ thành ba nhánh. Quả hạch gần hình cầu, đường kính 4 – 8 mm, có 3 - 5 cạnh, khi chín màu đen, chứa 3 - 5 hạt. Mùa hoa tháng 4 - 5, tạo quả tháng 7 - 10. Cây chịu bóng, mọc rải rác trong rừng nguyên sinh hoặc rừng thưa vùng núi đá vôi, ở độ cao 100 - 3.400 m.

## Phân bố
Có tại Bắc Myanma, Bhutan, Trung Quốc, Nhật Bản, Nam Triều Tiên, miền Bắc Việt Nam. Tại Việt Nam có tại Lào Cai (Bắc Hà), Hà Giang (Đồng Văn), Hoà Bình (Mai Châu: Pà Cò).

## Sử dụng
Quả và lá làm thuốc chữa kiết lị, ung độc và đại tiện ra máu.

## Hình ảnh

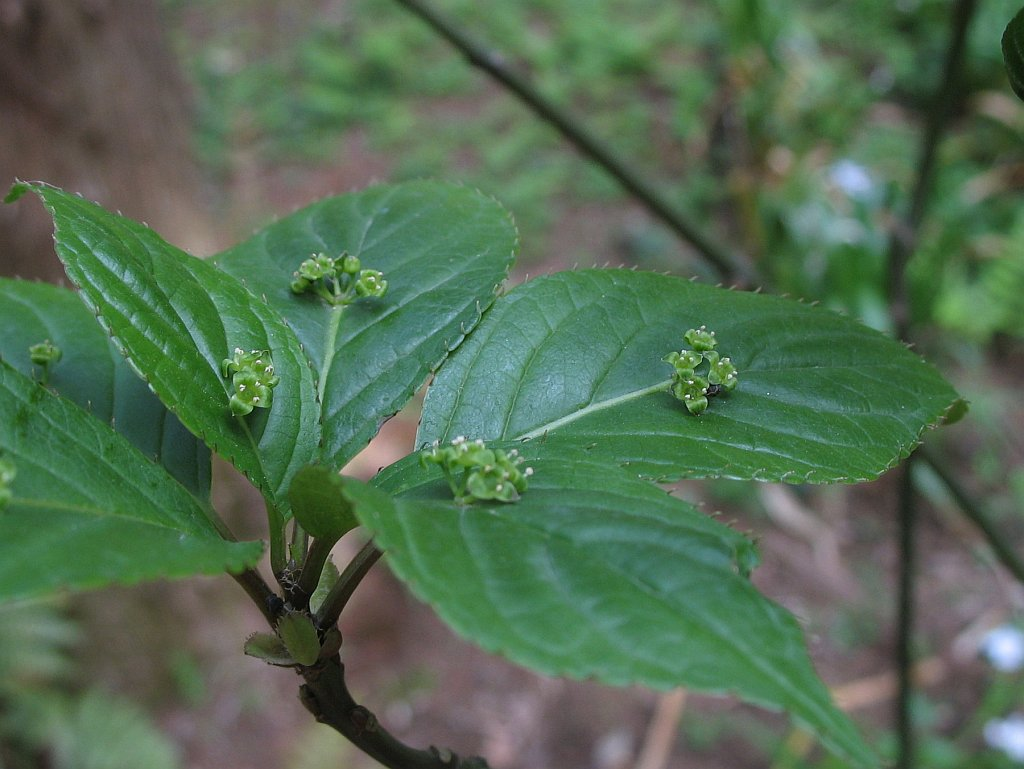
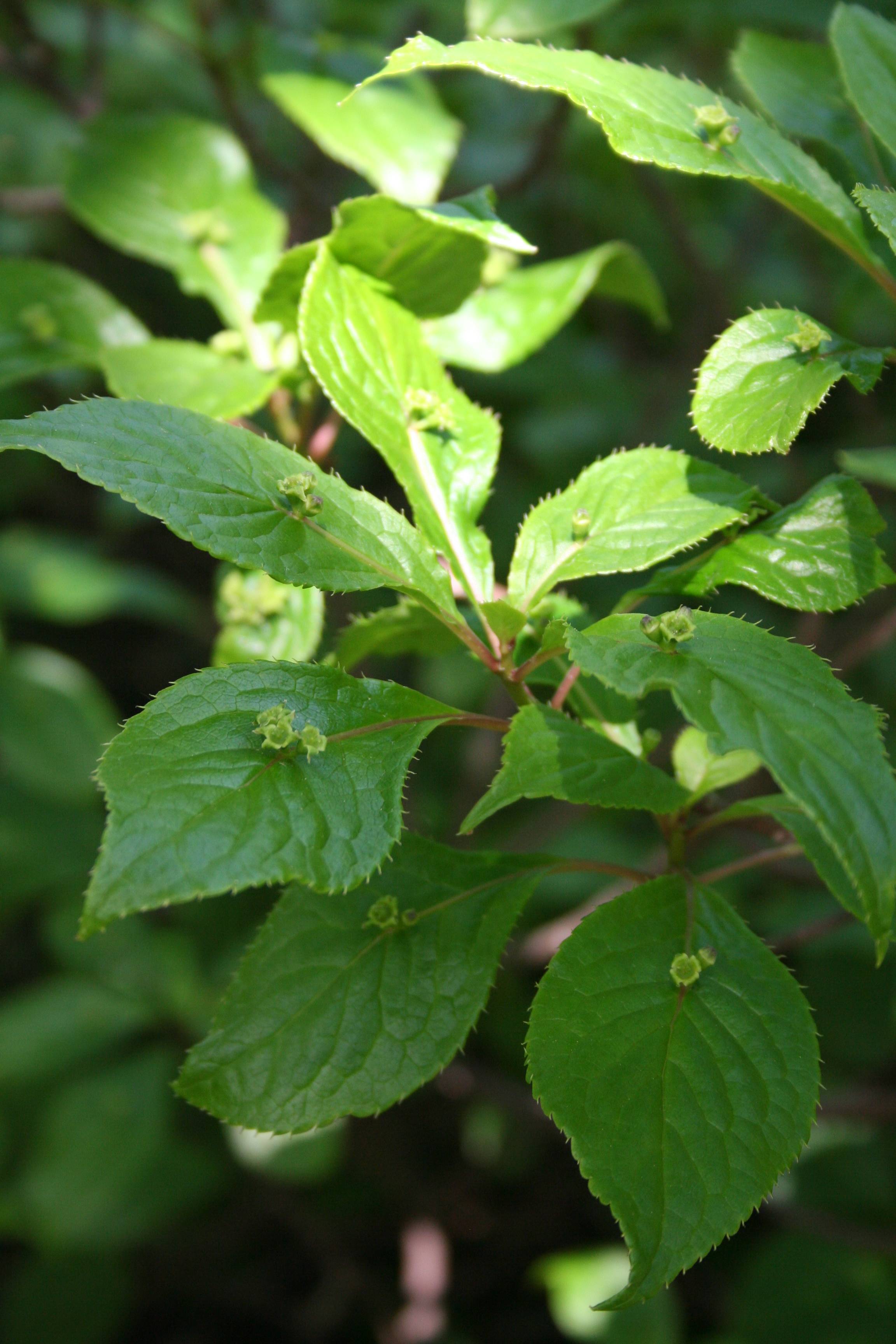
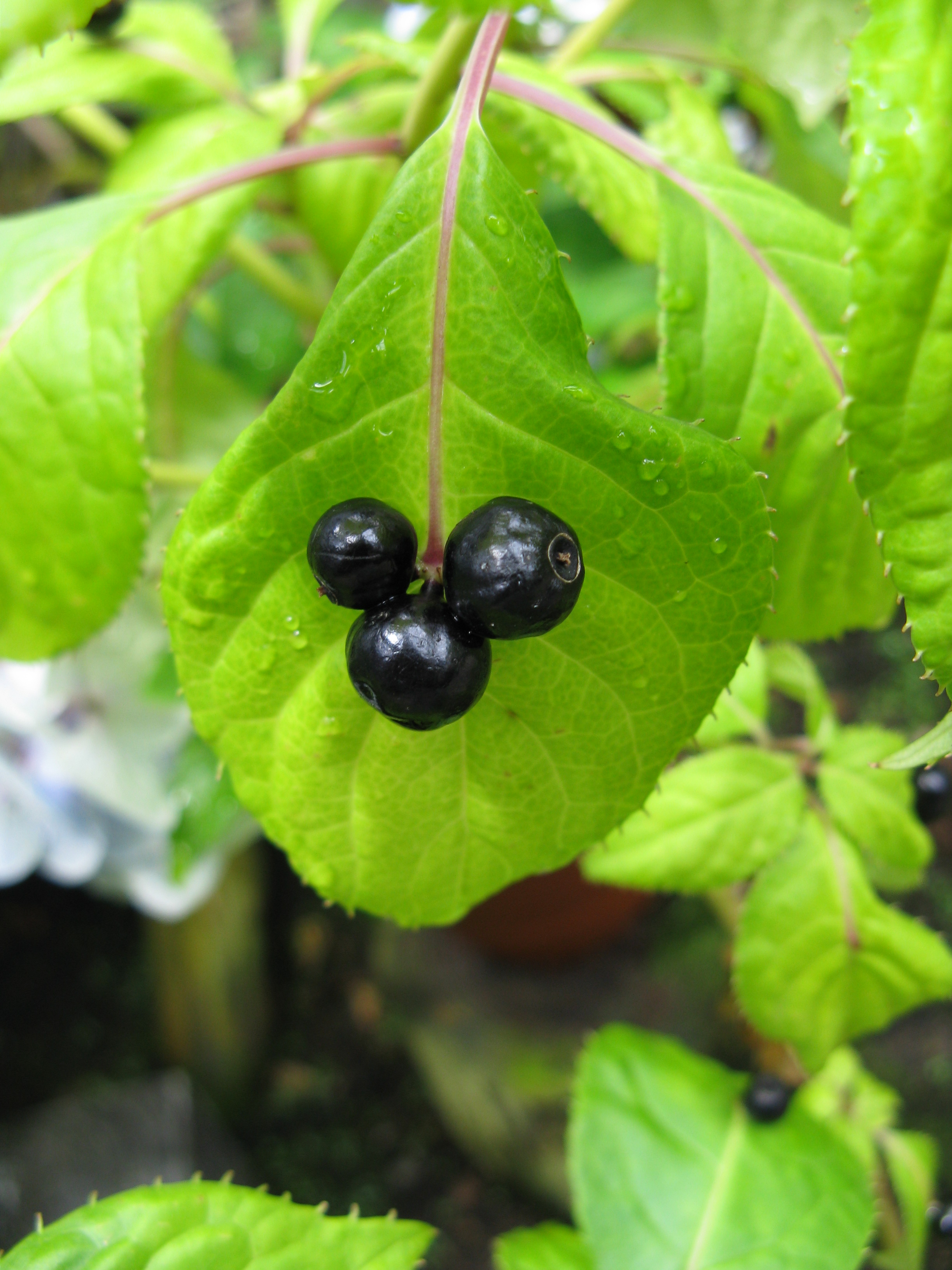
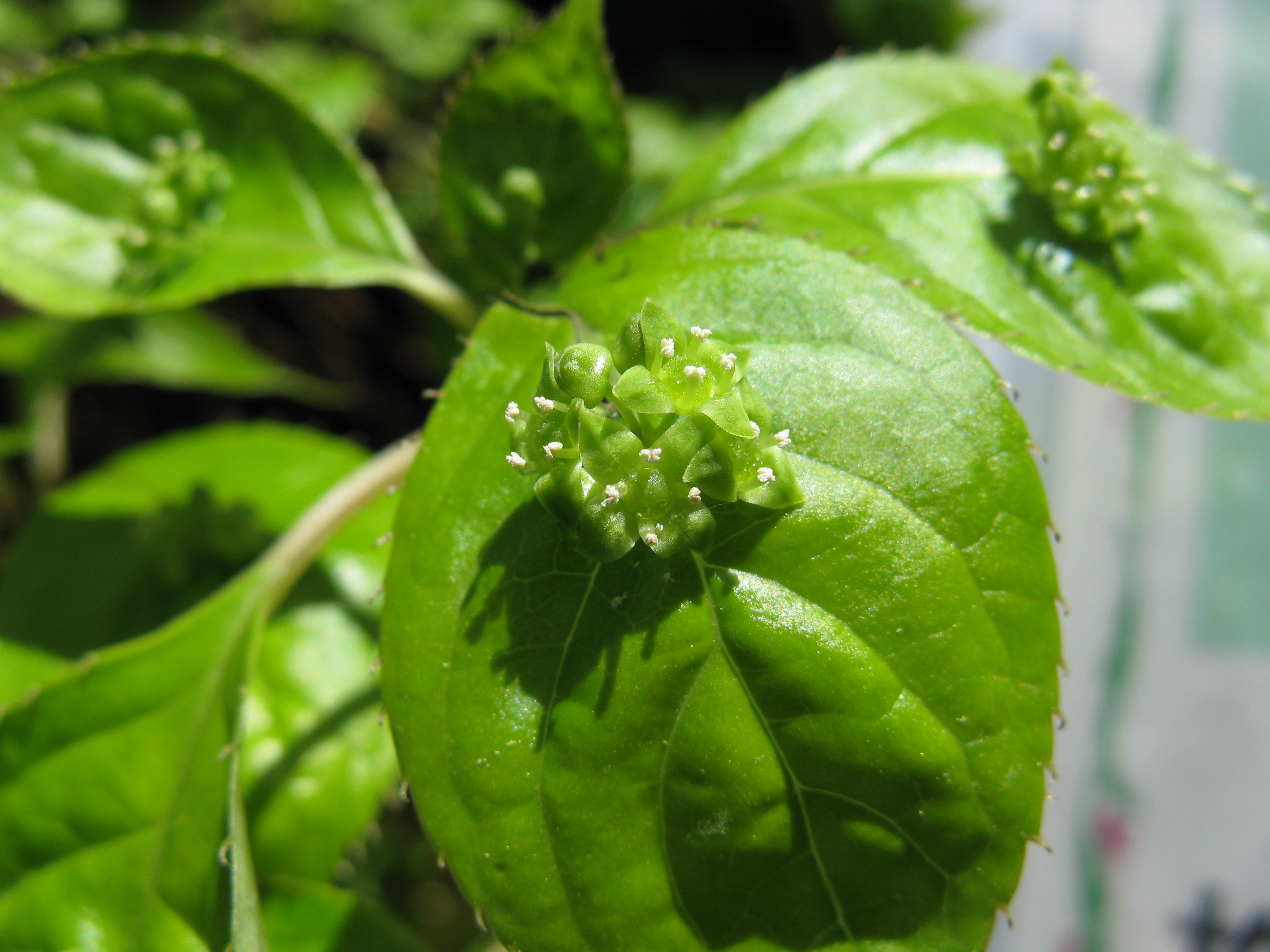